# عائلة جاكسيك النبيلة
كان جاكسيك (بالصربية: Јакшић) أميراً للحرب في دولة الصرب تحت حكم جريج برانكوفيتش. ذُكر جاكسيك في المراجع عام 1452م كمبعوث الديسپوت الصربي جريج برانكوفيتش في جمهورية راغوزا.  بصفته تابعاً عثمانياً، حيث أجبر جريج برانكوفيتش على إرسال جيش للمشاركة في حصار وفتح القسطنطينية عام 1453م. لم يخبر السلطان محمد الفاتح جريج برانكوفيتش بنواياه، لكنه قال إن الفرسان سيسافرون إلى قرمان. حاصر السلطان القسطنطينية بشكل سريع، وسمع خبرها جاكسيك وأراد العودة إليها لكنه جاءه تحذير السلطان بأنه لو عاد إليها فإنه سيدمر دولة الصرب. وصل الفرسان للقسطنطينية التي سقطت بأيدي السلطان وجيشه، والتي كانت مهداً للمسيحية والثقافة في جنوب شرق البلاد، وكانت عاصمة الامبراطورية البيزنطية. تم تسجيل الحدث في كتابات كونستانتين ميهايلوفيتش، الذي كان في جيش جاكسيك.

## أخوة جاكسيك
غادر ستيفان وديميتار جاكشيتش ابنا جاكسيك ياغودينا مع 1200 محارب إلى المجر. وقد استقبلهم ماتياس كورفينوس بضيافة جيدة، وأعطاهم نيدلاك (ناجيلاك) وممتلكات حول نهر موريش، ليحكموا وكأنهم تابعين في عام 1464م. كانت عملية النبلاء الصرب في سلوفاكيا ضد ألمانيا وبولندا في النصف الثاني من القرن الخامس عشر ناجحة بشكل كبير وعلى هذا النحو تم الاحتفال بتلك المناسبة بسخاء. أقام دميتار عشرات المستوطنات في بوموريشي، وبفضل مفرزة سلاح الفرسان المخبأة في الغابة، ومهارته وشجاعته منقطعة النظير، حقق انتصارات ضد الجيوش البولندية في هوميني ويشالوفتشي عام 1473م. كان دميتار قائداً للملك ماتياس في معركة كوشيتسه في عام 1474م ، وتم الاحتفال به في الشعر الملحمي الصربي. في عام 1476م شارك دميتار في معركة بانسيفو بجانب القائد فوك جرجور في عام 1479م، وشارك أيضا في معركة بريدفيلد وبجانبه 900 صربي، وحقق انتصاراً مجرياً حاسماً. كان دميتار من الجنرالات المتميزين في الجيش الأسود المجري، والذي كان يتألف بشكل أساسي من البوهيميين والصرب. كان الإخوة قد ارتقوا في رتب البارونات من خلال خدمتهم العسكرية المتميزة، كما فعل فوك ولاديسولاس إجيرفاري وبول كينيزي وغيرهم الكثير. 
  يُذكر ستيفان بفوزه في مبارزة المتعجرف البولندي الذي أدى إلى انسحاب الجيش البولندي عام 1490م. وفي العالم التالي في ديسمبر1491م خيضت معركة أخرى في كوسيتشي بين الملك البولندي جون الأول ألبرت والملك المجري فلاديسلاوس الثاني. وكان النصرحليف المجري الذي يعود فضله للمحاربين الصرب بقيادة ميلوش فيلموتشيفيتش وإخوان ياكشيتش.
في معاركه الأخيرة ضد العثمانيين في عام 1501م أصيب ميلوش بيلموشيفيتش بجروح قاتلة وفقد ابنه الوحيد، وكتب وصية، في حضور الراهب تيموتيا من تشيلاندار، حيث أعطى ممتلكاته لابنته ميليكا، التي كانت متزوجة من ستيفان جاكشيتش. هذه الوثيقة هي أقدم وصية معروفة للصرب في المجر.
  شارك ديسبوت فوك دميتار ياكشيتش وابنه يوفان ياكشيتش في حملة الملك ماتياس ضد الأتراك في عام 1481م، عندما وصل الجيش المسيحي إلى كروشيفاتش. حررت كتيبة جوفان مدينة جولوباك. عند الانسحاب من صربيا انضم حوالي 110.000 صربي واستقروا بالقرب من تيميشوارا. تعرض دميتار وهو في طريق عودته من تركيا كنائب للملك في بلاط السلطان للهجوم وأصيب بجروح خطيرة بالقرب من سميديريفو. توفي متأثرا بجراحه في 8 نوفمبر 1486م ، بينما توفي شقيقه ستيفان عام 1489م.

## الجيل الأخير
في مايو 1514م حرض جيورجي دوزا على انتفاضة الفلاحين ضد نبلاء الأرض. انتشرت الانتفاضة في جزء كبير من جنوب المجر في منطقة بانات ، وباوكا إلى سيرميا. أثرت على جزء من الصرب، وأتلفت ممتلكات إخوة جاكشيتش في ندلاك وجزء من ممتلكات الحاكم السابق. ساعد الجزء الأكبر من الصرب المجريين الملوك والنبلاء ضد كروكس. وشارك ماركو جاكشيتش ابن ستيفان في معركة موهاج عام 1526م.كان آخر النبلاء مثل كتيتورس وهاليندر من جاكسي. طلبت ديسبوتيسا أنجلينا برانكوفيتش من فاسيلي الثالث المساعدة لهيلاندر.وطلب رجال دين هيلاندر في منتصف القرن السادس عشر من الإمبراطور إيفان الرابع الحماية والمساعدة المادية. توفي آخر النبلاء يا كشيتش في عام 1543م.